# Scopula infrarosea
Scopula infrarosea är en fjärilsart som beskrevs av Ramon Agenjo Cecilia 1935. Scopula infrarosea ingår i släktet Scopula och familjen mätare. Inga underarter finns listade.